# Chaussée kapu
A Chaussée kapu (franciául: Porte Chaussée) vagy Chaussée torony (franciául: Tour Chaussée) Verdun  középkori falrendszerének megmaradt kapuerődje. A chaussée utat, gátat, töltést jelent. Mivel az építmény a Meuse partján áll, talán az utóbbiakra utal az elnevezés.
A kapu a 14. században épült a várfal részeként, amely körbevette a várost. A védművet egy gazdag helyi polgár, Jean Wautrec, a városi tanács tagja emeltette annak tiszteletére, hogy Verdun 1374-ben megkapta a birodalmi szabad város címet. A városnak ezért saját védműrendszert kellett építenie és üzemeltetnie.
Az ikertornyokat karzat köti össze, három emeletük és pinceszintjük van. 1690-ben a déli torony leomlott a talaj megsüllyedése miatt, de az eredeti kövekből újjáépítették. 1881 óta védett emlékmű.